# 大塘埠镇
大塘埠镇，是中华人民共和国江西省赣州市信丰县下辖的一个乡镇级行政单位。

## 行政区划
大塘埠镇下辖以下地区：
坪石社区、大塘埠社区、大塘村、万星村、长岗村、樟塘村、沛东村、新龙村、合兴村、仓前村、羊马村、六星村、和丰村、坪石村、星金村、贵兴村和光甫村。

## 交通
- 京九铁路：大塘埠站